# Thomas Hopper (cầu thủ bóng đá)
Thomas Hopper là một cựu cầu thủ bóng đá người Anh đại diện cho Vương quốc Anh tại Thế vận hội Mùa hè 1948. Hopper thi đấu bóng đá nghiệp dư cho Bromley.